# Marta Zenoni
Marta Zenoni (* 9. März 1999 in Bergamo) ist eine italienische Leichtathletin, die im Mittel- und Langstreckenlauf an den Start geht. Mit der Mixed-Staffel wurde sie 2024 in Antalya Crosslauf-Europameisterin.

## Sportliche Laufbahn
Erste internationale Erfahrungen sammelte Marta Zenoni im Jahr 2015, als sie bei den Jugendweltmeisterschaften in Cali im 800-Meter-Lauf in 2:04,15 min die Bronzemedaille gewann. 2019 nahm sie dann im 1500-Meter-Lauf an den U23-Europameisterschaften in Gävle teil und gewann dort in 4:23,96 min die Bronzemedaille hinter der Britin Jemma Reekie und Elise Vanderelst aus Belgien. 2021 gewann sie dann bei den U23-Europameisterschaften in Tallinn in 4:14,50 min die Silbermedaille hinter ihrer Landsfrau Gaia Sabbatini. Bei den Crosslauf-Europameisterschaften 2023 in Brüssel belegte sie in 20:08 min den vierten Platz in der Mixed-Staffel. Im Jahr darauf wurde sie bei den Europameisterschaften in Rom wegen Drängelei in der Vorrunde disqualifiziert. Im Dezember siegte sie bei den Crosslauf-Europameisterschaften in Antalya in 18:02 min gemeinsam mit Sebastiano Parolini, Sintayehu Vissa und Pietro Arese in der Mixed-Staffel. 2025 verbesserte sie den italienischen Hallenrekord über 1500 Meter auf 4:03,59 min und anschließend verpasste sie bei den Halleneuropameisterschaften in Apeldoorn mit 4:19,49 min den Finaleinzug.
2015 wurde Zenoni italienische Meisterin im 800-Meter-Lauf und 2019 siegte sie über 1500 und 5000 Meter. 2016 wurde sie zudem Hallenmeisterin über 800 und 1500 Meter.

## Persönliche Bestzeiten
- 800 Meter: 2:01,91 min, 26. Juni 2016 in Bellinzona (italienischer U18-Rekord)
  - 800 Meter (Halle): 2:03,88 min, 6. März 2016 in Ancona (italienischer U20-Rekord)
- 1500 Meter: 4:03,00 min, 20. Juni 2024 in Bydgoszcz
  - 1500 Meter (Halle): 4:03,59 min, 19. Januar 2025 in Luxemburg (italienischer Rekord)
- Meile: 4:25,29 min, 11. September 2022 in Zagreb
  - Meile (Halle): 4:25,93 min, 2. Februar 2025 in Val-de-Reuil
- 3000 Meter: 8:44,10 min, 3. September 2024 in Rovereto
  - 3000 Meter (Halle): 8:50,31 min, 18. Februar 2024 in Ancona
- 5000 Meter: 15:52,89 min, 27. Juli 2019 in Brixen